# Gabriella de Monaco
La princesse Gabriella de Monaco (Gabriella Thérèse Marie Grimaldi), comtesse de Carladès, née le 10 décembre 2014 à Monaco, est un membre de la famille princière monégasque, fille du prince souverain Albert II de Monaco et de la princesse Charlène. Elle est deuxième dans l'ordre de succession au trône de Monaco.

## Biographie

Monogramme de la Princesse Gabriella.

### Naissance
Le 21 novembre 2014, le palais princier annonce qu’à leur naissance, indépendamment de leur sexe, chacun des jumeaux à naître aura le droit à une salve de 21 coups de canon. De plus, une journée sera décrétée fériée pour marquer l’événement. Selon un communiqué officiel du palais, la date du 7 janvier 2015 a été retenue pour présenter les enfants au peuple monégasque.
La naissance des jumeaux princiers, prévue avant Noël 2014,, a lieu par césarienne, le 10 décembre 2014, au centre hospitalier Princesse-Grace ; la princesse Gabriella naît à 17 h 04, soit deux minutes avant son jumeau, le prince Jacques.
Bien qu’étant née avant son frère jumeau, Jacques, elle est deuxième dans l’ordre de succession au trône de Monaco, derrière son frère, prince héréditaire, et devant sa tante, la princesse Caroline, ancienne héritière présomptive, en raison de la primogéniture masculine au même degré de parenté, telle qu’elle est instituée dans la constitution monégasque,,.
Par son père, la princesse Gabriella a une demi-sœur et un demi-frère aînés : Jazmin Grace Grimaldi, née en 1992 et Alexandre Grimaldi-Coste, né le 24 août 2003, enfants naturels.

### Prénom
Selon les explications de la princesse Charlène, elle porte les prénoms de Gabriella en l'honneur de Gabrielle de Polignac, suivie d'un « a » latin en référence à l'Italie voisine et amie, et de Thérèse en hommage à Thérèse de Polignac (1916-2014), décédée peu avant la naissance de Gabriella, cousine du prince Rainier III, et fille d'Henri de Polignac (1878-1915).

### Baptême
Gabriella et son frère sont baptisés le 10 mai 2015 à la cathédrale Notre-Dame-Immaculée de Monaco, par Mgr Bernard Barsi. Le parrain de la princesse est Gareth Wittstock, le frère de Charlène de Monaco. Sa marraine est Nerine Pienaar, épouse du rugbyman sud-africain Francois Pienaar, amie de longue date de  la princesse Charlène. Le jour-même, le pape François leur envoie sa bénédiction.

### Éducation
Gabriella et son frère Jacques sont d'abord scolarisés dans l'établissement privé La Petite École (sur le port Hercule) à la rentrée 2018. En 2019, ils entrent à l'école publique Stella (dans le quartier de La Condamine). Ils intègrent l'institution privée catholique François d'Assise-Nicolas Barré à la rentrée 2021.

## Titres et honneurs

### Titulature
- 10 décembre 2014 - 11 décembre 2014 : Son Altesse Sérénissime la princesse Gabriella de Monaco (naissance) ;
- depuis le 11 décembre 2014 : Son Altesse Sérénissime la princesse Gabriella de Monaco, comtesse de Carladès[14].

Selon les annonces du prince souverain, elle porte le titre de comtesse de Carladès, avec la qualification d’altesse sérénissime.

### Armes
| Blason | Blasonnement : Fuselé d’argent et de gueules en trois rangs de cinq pièces. |

## Distinctions et décorations

### Décorations monégasques
- Grand officier de l'ordre de Grimaldi (10 mai 2015)[17],[18]

### Hommages
Une place située dans le quartier monégasque du Portier est baptisée en l'honneur de la princesse Gabriella.
Depuis 2020, une vedette de la division de police maritime et aéroportuaire de Monaco porte le nom de Princesse Gabriella.
Le 9 juillet 2025, la princesse Gabriella, comtesse de Carladès, a visité, avec ses parents et son frère Jacques, plusieurs communes du Carladès : Vic-sur-Cère, où un square va porter son nom, Mur-de-Barrez, où elle inaugure une médiathèque à son nom, et Carlat,.